# Horváth Antal (igazgató)
Horváth Antal (Vajszka, 1852. szeptember 18. – 1918 után?) állami tanítóképző-intézeti igazgató. 

## Életrajza
Szülei Horváth István kántortanító és Nikolics Mária. Középiskoláit Pécsett, az egyetemet Budapesten végezte. 1880-ban középiskolai tanári oklevelet nyert és a Somogy vármegyei báró Inkey István házához ment nevelőnek, báró Eötvös József miniszter unokái mellé és ott maradt 1889-ig. 1890-ben Temes vármegyei királyi segédtanfelügyelővé és 1893-ban a Temesvárott újonnan felállított tanítóképző igazgatójává nevezték ki. 1906-ig állott a temesvári tanítóképzó élén, ekkor a lévai állami tanítóképzőhöz osztották be, ahol még 1918-ban is működött.
Szépirodalmi dolgozatai (többnyire a svéd, norvég, dán és angol irodalomból) megjelentek a Sárosmegyei Közlönyben; tanügyi cikkei a Néptanítók Lapjában (1888-89. A svéd tanítók egyetemes gyűlése Nääsben, A tanfelügyelet Európában, A tanítók választása némely európai államban, 1890-93. Az erkölcsi élet irányeszméi, Tolstoi után oroszból.)

## Műve
- Beszélyek és elbeszélések tizenkét nép irodalmából. Eperjes, 1889. Két kötet. (Minden egyes elbeszélésben az illető népjellem van bemutatva.)